# Сафронов, Михаил Владимирович
Михаи́л Влади́мирович Сафро́нов (р. 12 июня 1980, Ленинград) — российский сценарист и режиссёр анимационного кино.

## Биография
Михаил Сафронов родился в Ленинграде 12 июня 1980 года. Окончил Санкт-Петербургский государственный институт кино и телевидения (2000) по специальности «режиссёр театра и кино» (мастерская П. И. Журавлёва) и Санкт-Петербургский государственный университет телекоммуникаций (2002) по специальности «связи с общественностью».
В 2005 году работал на анимационной студии «Мульт.ру», где принимал участие в создании сериала «Магазинчик Бо». В 2007 году работал аниматором на студии «Мельница» в составе команды над полнометражном фильмом «Про Федота-стрельца удалого молодца». В 2008 году стал одним из создателей анимационной студии «Да», проводящей регулярные анимационные занятия с детьми в трудных жизненных ситуациях. В 2012 году создал детский анимационный сериал «Летающие звери».
С 2014 по 2018 год являлся мастером курса «Художник мультипликационного фильма» на Факультете искусств Санкт-Петербургского Государственного Университета.
С 2013 года является руководителем анимационной мастерской в центре социальной абилитации для людей с аутизмом «Антон тут рядом».
С 2018 года является вместе с Константином Бронзитом мастером анимационной мастерской Санкт-петербургской Школы нового кино.

## Фильмография

### Режиссёр
- 2006 — «Я люблю жизнь»
- с 2006 — «Лунтик и его друзья» (сериал)
- 2009 — «Чуть-чуть»
- 2012 — «Летающие звери» (сериал)
- 2013 — «Мы летим» (анимационный клип с Чулпан Хаматовой, Андреем Макаревичем, Вячеславом Бутусовым, Сергеем Маковецким)
- 2014 — «Малыши и летающие звери» (сериал)
- 2014 — «За окно. Рассказы из жизни Хармса»
- 2014 — «Всё хорошо» (анимационный клип с Данилой Козловским и Лизой Боярской)
- 2015 — «Машинки» (сериал)
- 2016 — «Бабушка с крокодилом» (киножурнал «Весёлая карусель» № 44)
- 2016 — «Петя Волк» (сериал)
- 2017 — «Моя любимая нога» (анимационный клип с Евгением Фёдоровым, Светланой Бень, Марией Макаровой)
- 2019 — «Ленинградская молитва»[2][3]
- 2019 — «Человечки» (сериал)

### Художник-аниматор
- 2004—2012 — «Смешарики»
- 2008 — «Про Федота-стрельца, удалого молодца»

## Работа в кукольном театре
- 2015 — Лёгкий слон (Минский театр «Картонка»)
- 2018 — Никита и кит (Санкт-Петербургский Большой Театр Кукол)
- 2019 — Сашка один дома (Karlsson Haus, СПб)

## Пьесы
- 2015 — Лёгкий слон
- 2018 — Никита и кит
- 2018 — Волшебная смска

## Книги
- Сафронов М. В. Легкий слон. — СПб.: Поляндрия, 2017. — 40 с. — ISBN 978-5-9908772-9-0.
- Сафронов М. В. Вообразительное искусство. Как написать сценарий мультфильма. — СПб.: Сеанс, 2018. — 317 с. — ISBN 978-5-905669-33-0.
- Сафронов М. В. Книга вопросов. Как написать сценарий мультфильма. — СПб.: Сеанс, 2019. — 272 с. — ISBN 978-5-905669-45-3.